# Coleophora shaleriella
Coleophora shaleriella é uma espécie de mariposa do gênero Coleophora pertencente à família Coleophoridae.